# 北山寛巳
北山 寛巳（きたやま ひろみ　1939年8月15日‐）は、京都情報大学院大学の教授である。専門分野は、企業経営の理論（基本）と実践（応用）との間に生じる現象を対比し新たな手段を探るシステム思考である。

## 略歴
- 情報システム学会会員
- 株式会社コムウェイ事業統括顧問
- 株式会社アルバス事業相談顧問
- 一般社団法人 京都府情報産業協会　元副会長、現相談役[3]
- けいしんシステムリサーチ設立，元代表取締役[1][4]
- 元京都コンピューター事業協同組合 理事長
- 元アルファーラインCEO等を歴任

## 業績
- 京都コンピューター事業共同組合及び京都府情報産業協会設立への関与、その後の活動を通じて地域情報事業の活性化を目的として，各種事業団体及び企業とのコラボレーションを基本理念とし，地域情報業界の発展を促しつつ，その活動を通じて地域の期待に応える為の活動を推進。
- 情報企業に於ける経営の目的、実践、経営者の素地を主題とし、そもそも企業とは何かを紐解き、目的達成に対して企業人と個人の立場違い、リーダーと部下の関係，労働の価値、人との繋がりと自己啓発，社会貢献の義務、経営者の素地、力量等をテーマとした講演。

## 論文
- 北山寛巳「電算機の導入と事務管理」,倉庫（49）:日本倉庫協会編,pp.51-58,1981年5月　ISSN:02875926　DOI:10.11501/2646887